# Harrietta (Míchigan)
Harrietta es una villa ubicada en el condado de Wexford en el estado estadounidense de Míchigan. En el Censo de 2010 tenía una población de 143 habitantes y una densidad poblacional de 59,18 personas por km².

## Geografía
Harrietta se encuentra ubicada en las coordenadas 44°18′34″N 85°42′3″O / 44.30944, -85.70083. Según la Oficina del Censo de los Estados Unidos, Harrietta tiene una superficie total de 2.42 km², de la cual 2.42 km² corresponden a tierra firme y (0%) 0 km² es agua.

## Demografía
Según el censo de 2010, había 143 personas residiendo en Harrietta. La densidad de población era de 59,18 hab./km². De los 143 habitantes, Harrietta estaba compuesto por el 94.41% blancos, el 0.7% eran afroamericanos, el 0% eran amerindios, el 0.7% eran asiáticos, el 0% eran isleños del Pacífico, el 0% eran de otras razas y el 4.2% pertenecían a dos o más razas. Del total de la población el 4.2% eran hispanos o latinos de cualquier raza.